# NGC 5042
NGC 5042 في الفهرس العام الجديد، هي مجرة، تقع في كوكبة الشجاع. اكتشفت في 25 مارس 1836 بواسطة جون هيرشل.

## روابط خارجية
- NGC 5042 على موقع ويكي سكاي: DSS2, SDSS, GALEX, IRAS, Hydrogen α, X-Ray, Astrophoto, Sky Map, Articles and images